# Wonder (роман)
«Wonder» — детский роман, написанный Ракель Паласио, опубликованный 14 февраля 2012 года.
Также вышло несколько дополнений: 365 Days of Wonder: Mr. Browne's Book of Precepts и Auggie and Me.

## Критика
Книга получила преимущественно положительные отзывы профессиональных критиков.
New York Times назвал книгу «богатой и запоминающейся [...] Именно Огги и остальные дети — настоящее сердце Wonder, и Паласио с одинаковым мастерством передает голоса девочек и мальчиков, пятиклассников и подростков».

### Награды
Роман входил в список бестселлеров New York Times, а также в главный список премии Texas Bluebonnet.